# Pimelea brachyphylla
Pimelea brachyphylla är en tibastväxtart som beskrevs av George Bentham. Pimelea brachyphylla ingår i släktet Pimelea och familjen tibastväxter. Inga underarter finns listade i Catalogue of Life.

## Bildgalleri

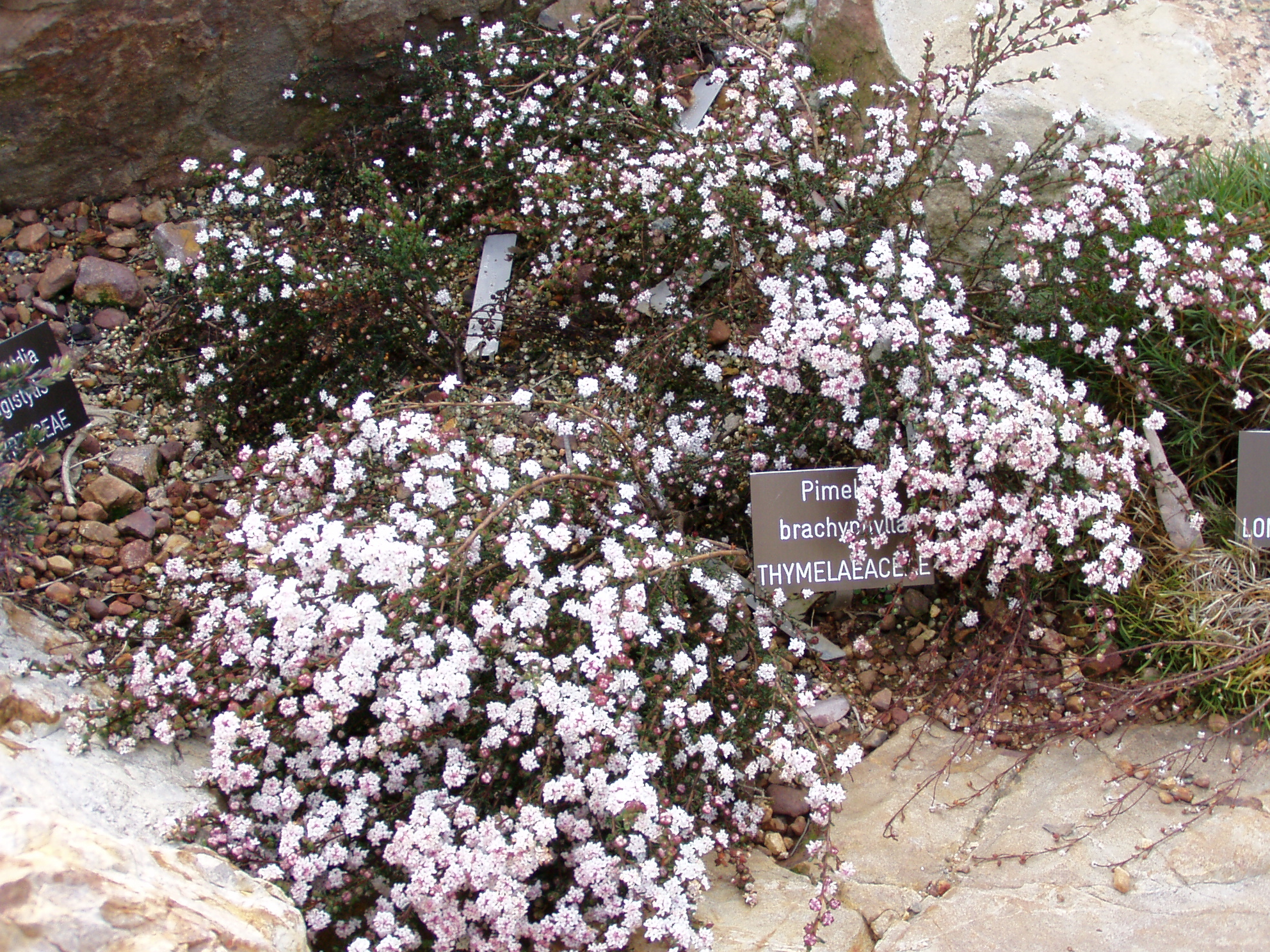
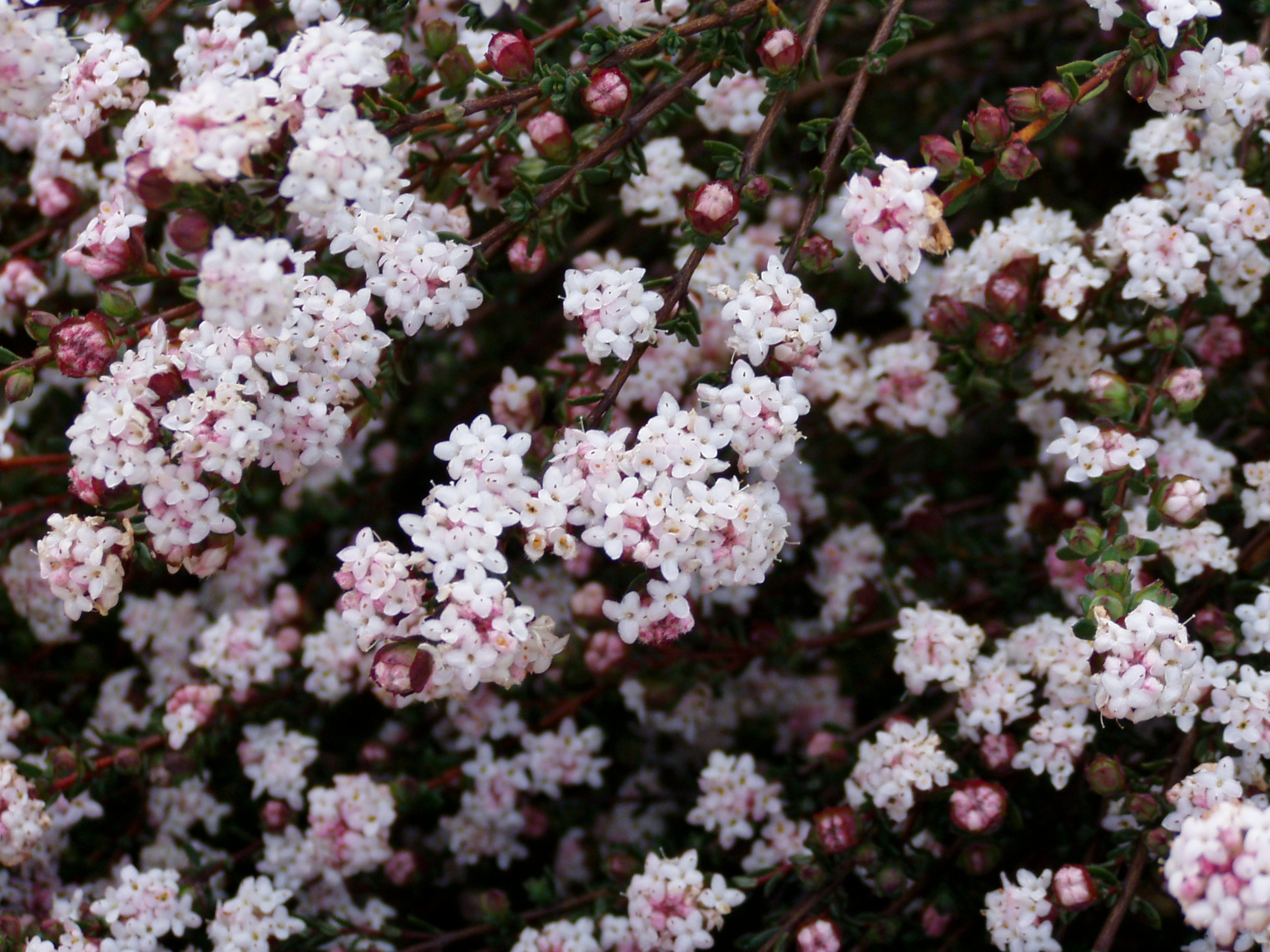
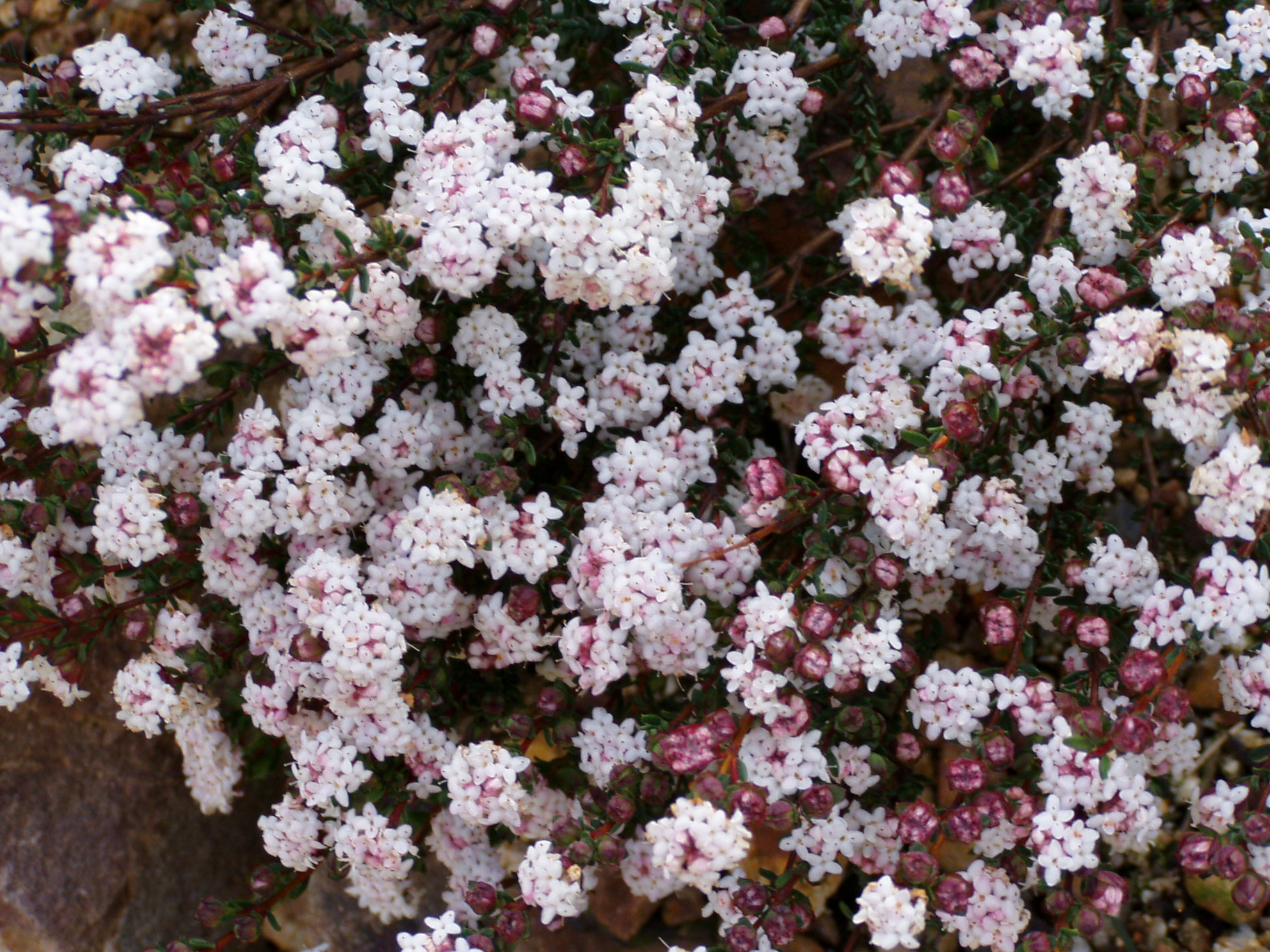